# Interdicte venecià
L'interdicte venecià de 1606 i 1607 va ser l'expressió en termes de dret canònic, a través d'un interdicte papal, d'un conflicte diplomàtic i d'un enfrontament entre la cúria papal i la República de Venècia, que va tenir lloc entre el 1605 i el 1607. Mentre que va estar actiu, l'Interdicte va veure expulsions d'alguns ordes religiosos de Venècia, una guerra de fulletons i una intensa diplomàcia de França i Espanya per resoldre el problema.

## Rerefons
Hi havia hagut interdictes anteriors sobre Venècia. El 1202 el setge venecià de Zadar durant la Quarta Croada va conduir al papa Innocenci III a excomunicar l'exèrcit. El 1284, el papa Martí IV va imposar una interdicte a causa de la negativa de Venècia a donar suport a una croada. El papa Climent V va fer front a mesures creixents contra Venècia després de la captura de Ferrara el 1308]; i més tard en la guerra de Ferrara de la dècada del 1480, el papa Sixt IV va imposar un interdicte a Venècia, un antic aliat. El 1509 el papa Juli II va posar a Venècia sota interdit, durant la Guerra de la Lliga de Cambrai, per impulsar la causa papal en la guerra a la Romanya.

## Curs dels esdeveniments
El 1605, Venècia va prendre mesures per contrarestar un atac papal sobre la manera en què la República exercia el control del seu clergat catòlic. El papa Pau V va tractar l'enfocament de Venècia sobre la jurisdicció civil sobre clergues i béns de l'església com a anticlerical; Leonardo Donato, un oponent del poder papal, va ser triat dux a principis de 1606.
Segons el cas actual en el moment de dos clergues detinguts, el Papa va emetre un interdicte contra Venècia a l'abril de 1606. En moviments diplomàtics, Felip III d'Espanya va encoratjar el papat a pressionar el seu cas; mentre que Enric IV de França donava suport a Venècia.

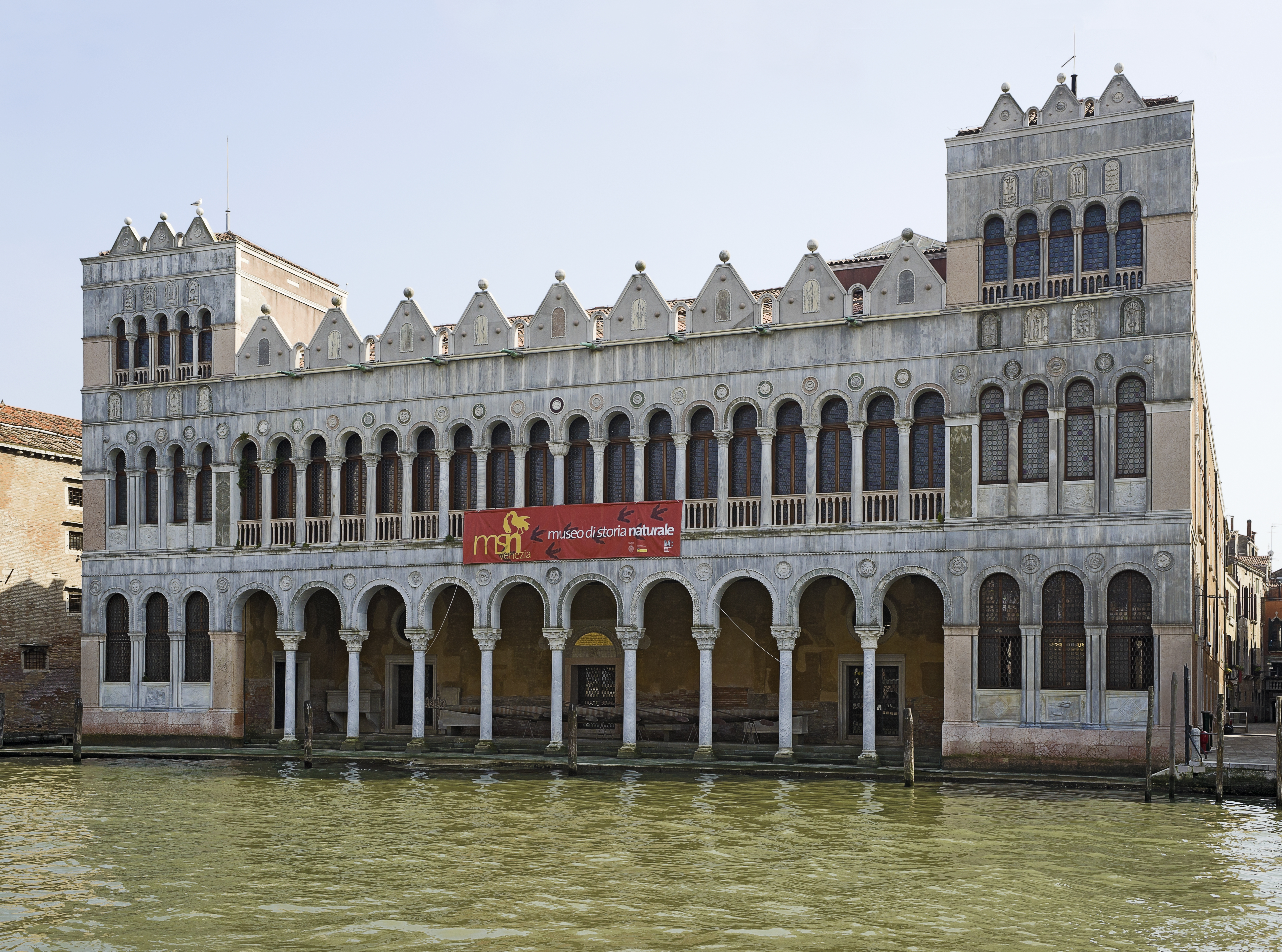
El Fondaco dei Turchi a Venècia, amb allotjament diplomàtic a la part superior al.

### Acumulació militar
L'estimació a Roma era que les forces necessàries per processar el conflicte militarment eren 50.000 infants amb 4.000 cavalls; més enllà de la bossa papal. Felip III va ordenar a Pedro Henriquez de Acevedo, comte de Fuentes, que es trobava a Milà, estar preparat, amb la cavalleria necessària i la meitat de la infanteria. Pau V va fer una crida a Alfonso d'Avalos, coronel espanyol amb seu a Milà, i Alessandro Monti, de Flandes, a comandar les seves forces. Enrique IV va començar a reclutar tropes; va ser capaç de fer coincidir les forces espanyoles prou bé, i Philippe Canaye va proposar al Senat de Venècia un pla per encoratjar els Grisons a envair la província de Milà.

### Resolució
La guerra amenaçava, però els francesos no estaven disposats clarament a lluitar per l'afer, com ho estaven els espanyols. Com es va fer evident, la diplomàcia d'Enric va ser capaç de resoldre les qüestions immediatament controvertides. El seu objectiu era jugar al pacificador i guanyar influència a Itàlia, enfocant-se al final amb la postura pro-veneciana de Canaye. Canaye es va traslladar a pressionar als venecians per acceptar la mediació del cardenal François de Joyeuse. L'interdicte es va aixecar i es va produir la reconciliació formal a l'abril de 1607, amb Joyeuse com a cardenal legat que va fer que la custòdia dels dos sacerdots estigués al centre de la disputa en la seva estada a la loggia superior a la Fondaco dei Turchi el 21.
No obstant això, l'interdicte havia provocat una prohibició dels territoris de la República veneciana dels jesuïtes, i això va continuar fins al 1656/7, quan va acabar com a part de la reconciliació d'un altre període de disputes entre la República i el papat.

## Avaluacions
Bouwsma afirma que, si bé el resultat va ser satisfactori per a Venècia, aquest esdeveniment també marca el començament del declivi de la República. John A. Marino escriu que els intercanvis polèmics sobre teories de l'estat, per la seva profunditat intel·lectual, van influir en futures discussions fins al segle xvii.
Aquest va ser l'últim exemple d'un interdic papal aplicat a una regió estesa, encara que els interdictes s'han utilitzat posteriorment a escala local.